# 小行星3143
小行星3143（3143 Genecampbell）是一颗绕太阳运转的小行星，为主小行星带小行星。该小行星于1980年10月31日发现。
該小行星以美國哈佛-史密松天體物理中心中央運算設施的系統程式設計師I·吉恩·坎貝爾（I. Gene Campbell）命名。

## 轨道参数
小行星3143的轨道半长轴为2.8471178 UA，离心率为0.083。